# Julio Escámez
Julio Escámez Carrasco (Antihuala, Los Álamos, Chile, 15 de noviembre de 1925-Heredia, Costa Rica, 23 de diciembre de 2015) fue un pintor, grabador y muralista chileno. Su obra incluye numerosos frescos, óleos y grabados (litografía, xilografía y aguafuerte) realizados tanto en Chile como en el extranjero.
Además diseñó escenografías y confeccionado vestuarios para diversas obras de ballet, y tuvo una destacada trayectoria como ilustrador de libros de varios escritores, entre ellos el poeta Pablo Neruda, a quien conoció personalmente.
Junto a otros connotados pintores tales como Gregorio de la Fuente, con quien colaboró en su juventud para la creación del mural Historia de Concepción, perteneció a la escuela de muralistas de Chile.

## Biografía

### Estudios en Chile y en el extranjero

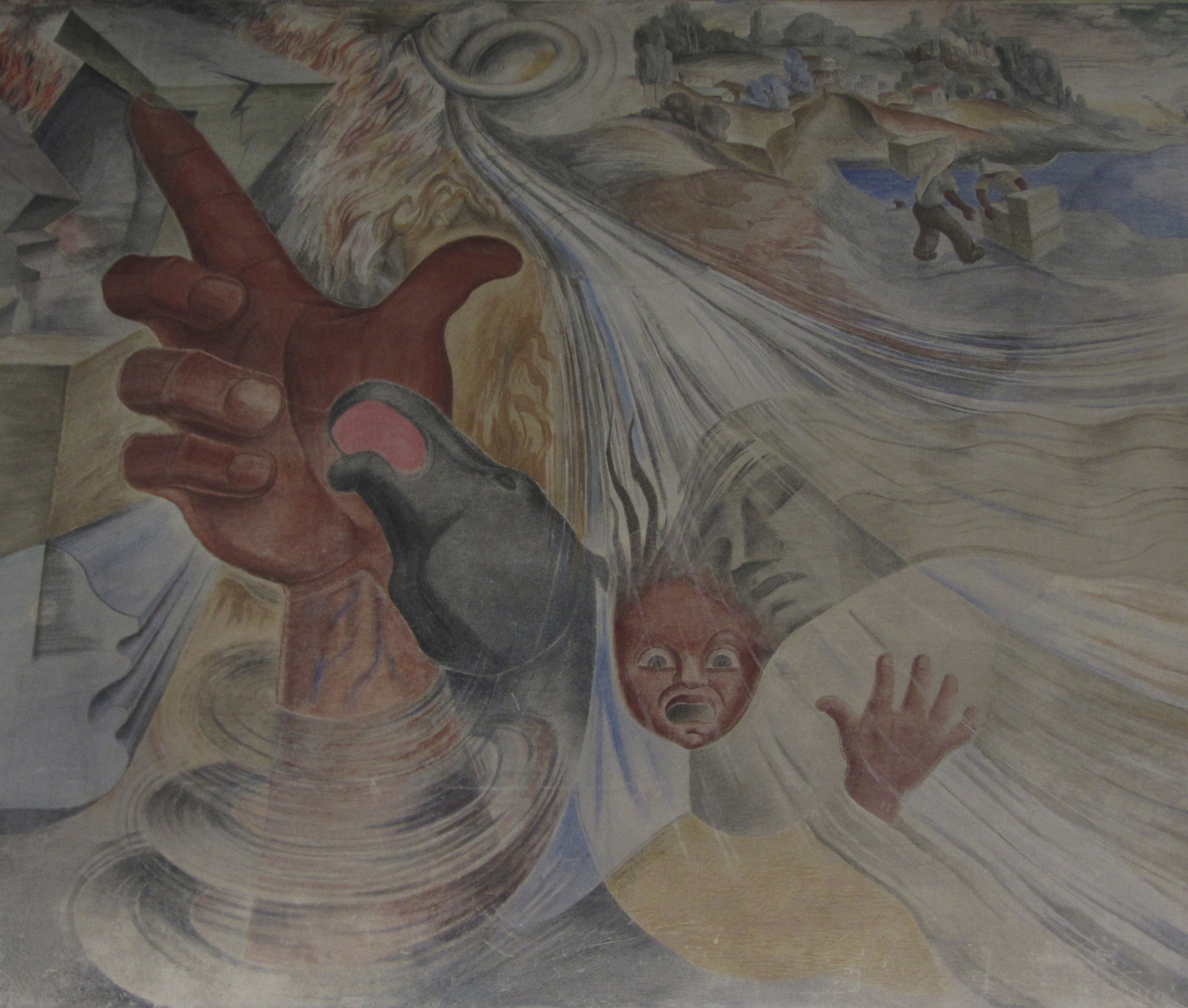
Detalle del mural Historia de Concepción de Gregorio de la Fuente, en el que colaboró Escámez durante su realización, entre 1943 y 1946.

Siendo todavía un adolescente, inició sus estudios de pintura en la Academia de Bellas Artes del pintor Adolfo Berchenko, ubicada en Concepción, ciudad en la cual también se inicia en las artes escénicas. En 1943 fue escogido de entre los distintos alumnos de la Academia, junto a Sergio Sotomayor, como ayudante del muralista y pintor Gregorio de la Fuente para la realización del prestigioso mural Historia de Concepción (1943-1946), ubicado en la ex-Estación Central de Concepción, considerado «tesoro del Barrio Cívico», y declarado Monumento Histórico de Chile.

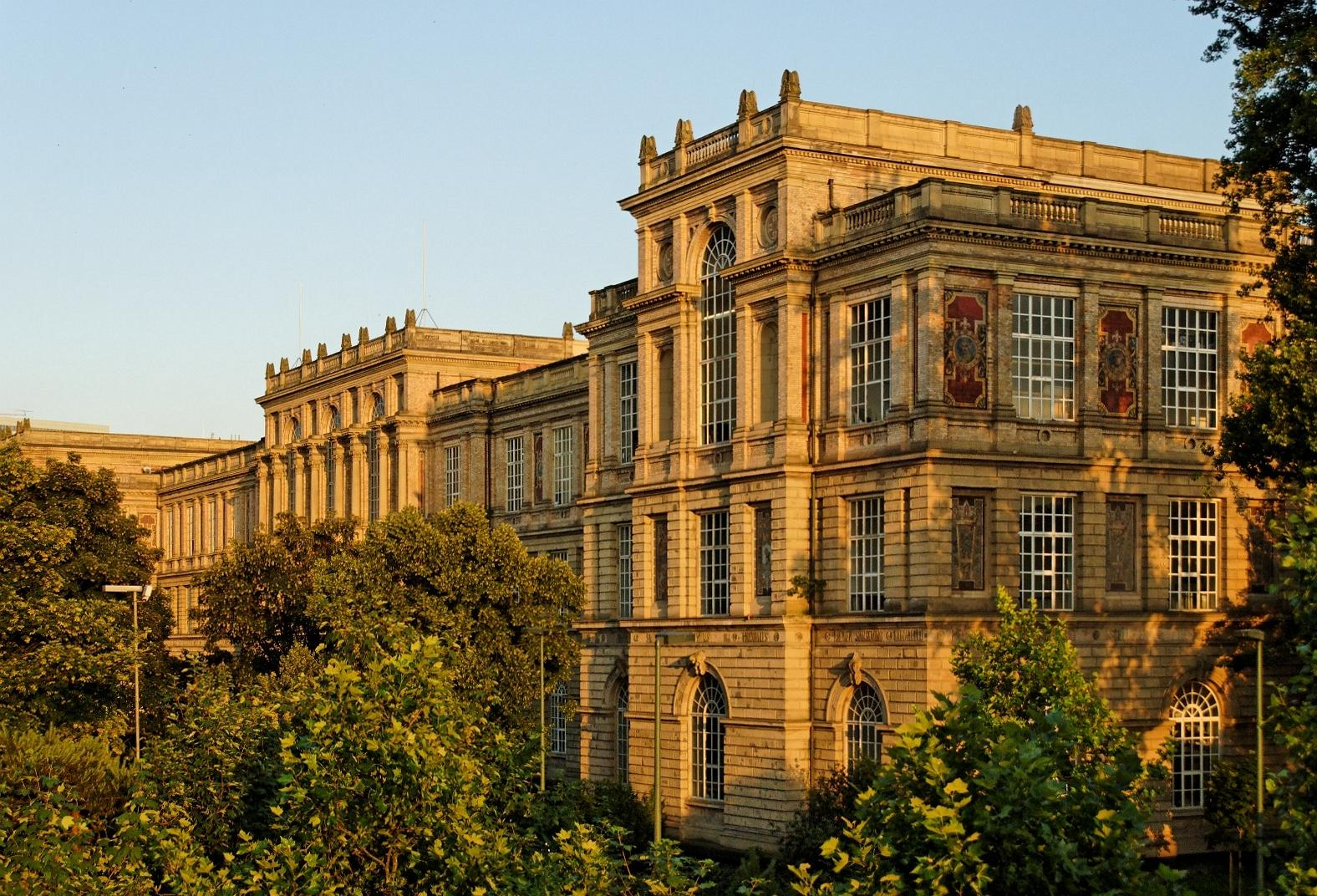
Academia de Bellas Artes de Düsseldorf, en la ciudad de Düsseldorf, Alemania.

Posteriormente se trasladó a Santiago, donde continuó sus estudios de arte en la Escuela de Bellas Artes y Escuela de Artes Aplicadas de la Universidad de Chile, en la que tuvo como maestros a Laureano Guevara en Pintura Mural, a Marco Antonio Bontá en Artes Gráficas, al mismo Gregorio de la Fuente y a Israel Roa.
Ya de regreso en Concepción se desempeña como profesor de grabado y mural en la Academia Vespertina de Concepción. Pero Escámez, que estaba interesado por la cultura precolombina, decide viajar a Perú y Bolivia, en un viaje que dura hasta 1953, año en que regresa a Chile y es contratado como profesor de Pintura Mural del Instituto de Arte de la Universidad de Concepción, y donde además enseña pintura de caballete, cerámica, grabado y dibujo.
Entre 1955 y 1957 se va a estudiar con una beca a la Academia de Bellas Artes de Florencia, Italia, la técnica mural del fresco, especialmente la pintura de los siglos XIV y XVI de Giotto y Piero della Francesca. Luego continuó estudiando en la Academia de Bellas Artes de Düsseldorf, Alemania, donde trabajó en Artes Gráficas y Tecnología de la Pintura, y más adelante siguió estudiando en el Museo de Historia del Arte de Viena, Austria. Adicionalmente también cursó estudios en la Universidad Patrice Lumumba, en Moscú, y durante estos años fue invitado a Rusia, China, Japón e India, países donde expuso sus trabajos.

### El exilio en Costa Rica

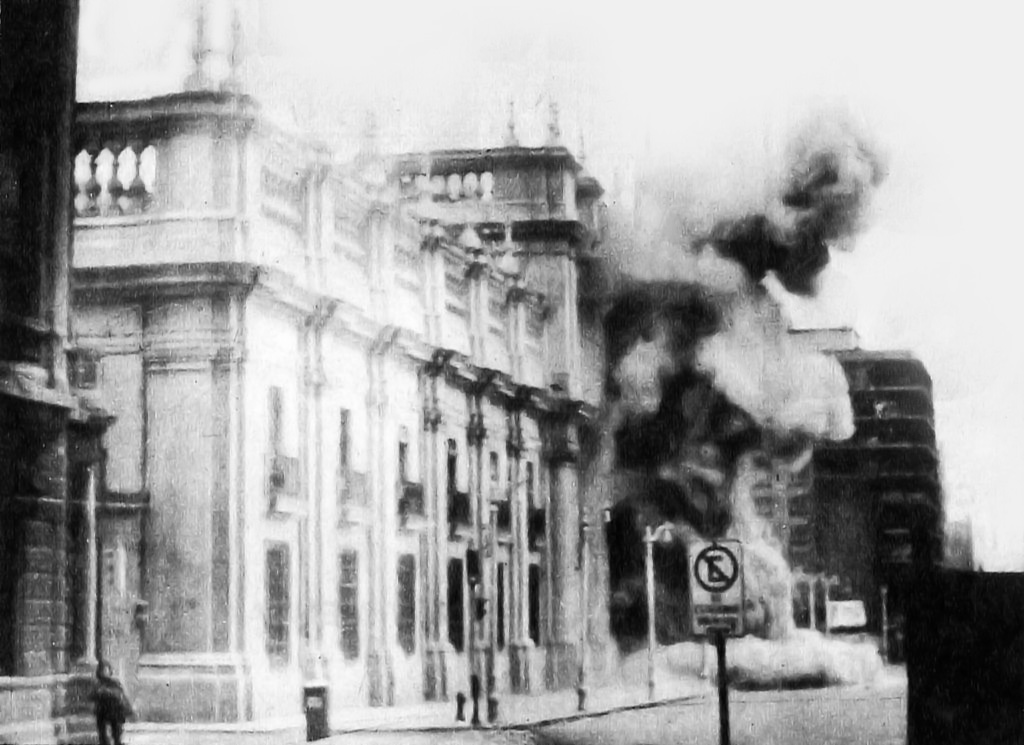
Luego del Golpe de Estado en Chile de 1973, Escámez se exilia en Costa Rica y parte de su obra se pierde. En la fotografía, el bombardeo al Palacio de la Moneda.

Ya de regreso en Chile, luego del Golpe de Estado de 1973 que da inicio a la dictadura militar, el pintor huyó al autoexilio, radicándose en San José, capital de Costa Rica. Durante su ausencia, parte de la obra de Escámez fue abandonada, deteriorada o destruida. En 1974 un mural suyo de la sala de sesiones del municipio de Chillán fue cubierto con pintura, siendo censurado por los militares de su país. Al año siguiente, el antiguo Liceo Enrique Molina Garmendia es demolido, y con él destruido su fresco El hombre ante el micro y macrocosmos. Sus murales Historia de la medicina y la farmacia en Chile e Historia de Lota, por su parte, fueron dañados al tratar de ser restaurados por personas sin las capacidades y conocimientos necesarios.
En Costa Rica el artista ejerció desde 1974 como profesor de la Escuela de Artes Plásticas de la Universidad Nacional de Costa Rica, ubicada en Heredia, en las asignaturas de Estética y Técnicas Gráficas. Además es asesor ad honorem del Ministerio de Cultura para la restauración y conservación de monumentos nacionales, realizando importantes obras y trabajos de conservación para el Museo de Arte Costarricense, además de dedicarse a las artes escénicas, retomando una disciplina que ya había experimentado en Concepción, destacándose sus puestas en escena de obras de Miguel de Cervantes, William Shakespeare y Bocaccio Casona, así como otras realizadas para el Ballet Nacional de Costa Rica.
Adicionalmente, Escámez realizaba labores de ilustrador y teórico del arte para publicaciones universitarias y libros de diversos autores.

## Obra

### Estilo
La obra de Julio Escámez pertenece a la corriente del realismo con un fuerte contenido social, tratando temas de la cotidianeidad popular y del paisaje americano. Algunas de sus obras, como el mural ubicado en Concepción Historia de la medicina y la farmacia en Chile (1957-1958) pertenecen al llamado realismo social, iniciado en esa zona por Gregorio de la Fuente, pero sustituyendo el simbolismo acostumbrado por De la Fuente por un estilo más descriptivo y anecdótico. Algunos de sus trabajos en óleo de gran formato, por su parte, se influencian en el realismo mágico.
Su pintura muralista está fuertemente influenciada por el muralismo mexicano, en particular por el de David Alfaro Siqueiros y Diego Rivera. En sus murales suele criticar la crisis espiritual generada por la industrialización, así como otros conflictos del hombre moderno. Un ejemplo de esto es su mural Principio y fin, ubicado en Chillán. Sus temáticas recurrentes son el sentido de la identidad, el respeto por la idiosincrasia y las preocupaciones de los pueblos, el trabajo arraigado a la tierra y la explotación del mineral, como es el caso de su mural Historia de Lota, donde representa la explotación de carbón en la ciudad de Lota.

### Exposiciones individuales

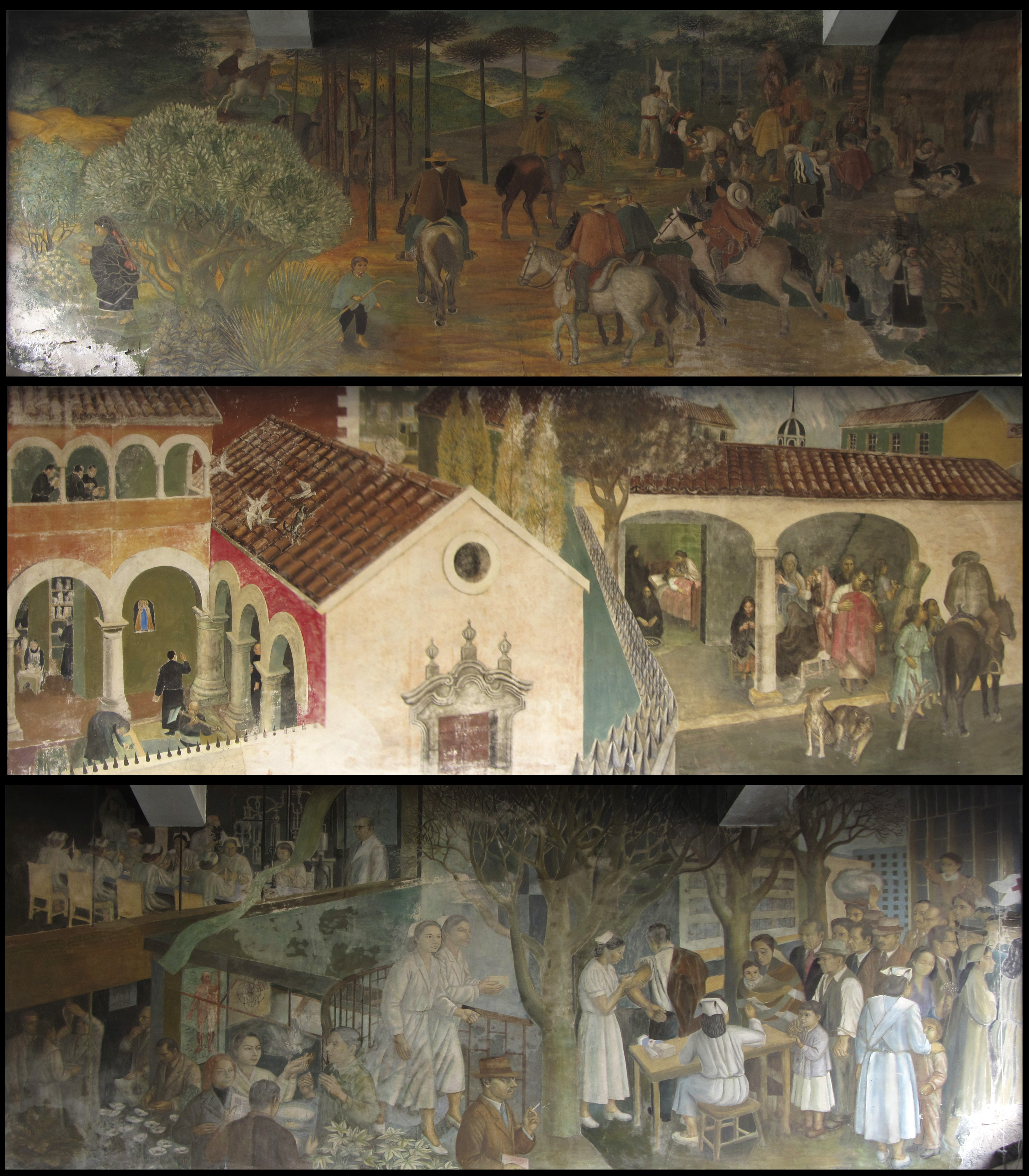
Mural Historia de la medicina y la farmacia en Chile (1957-1958), ejemplo del realismo social en la obra de Julio Escámez.

- 1959 - Instituto Cultural Bharatieja Uitya Bhranau, Nueva Delhi, India.
- 1959 - Universidad de Tokio, Japón.
- 1969 - Dibujos Escámez. Museo Nacional de Bellas Artes, Santiago, Chile.
- 1972 - Mural Principio y fin del Salón de Honor de la Municipalidad de Chillán, Chile.
- 1978 - Galería de Arte El Caballo Verde, Concepción, Chile.
- 1988 - Galería de Arte El Caballo Verde, Concepción, Chile.
- 1988 - Dibujos y Grabados de Julio Escámez. Escuela Moderna de Música, Santiago.
- 1996 - Retrospectiva Pinturas, Dibujos y Grabados. Museo Nacional de Bellas Artes, Santiago.
- 1996 - Grabados en la Galería de Arte El Caballo Verde, Concepción, Chile.
- 1997 - Julio Escamez, Pinturas. Galería de Arte el Caballo Verde, Concepción, Chile
- 2001 - La Fronda Florida. Exposición de Julio Escámez. Instituto Chileno Norteamericano de Cultura. Concepción. Chile.
- 2007 - Pinturas y Dibujos. Galería Cultural de Codelco, Santiago, Chile.

### Exposiciones colectivas
- 1954 - Exposición Homenaje a Pablo Neruda. Escenas de Chile. Museo Nacional de Bellas Artes, Santiago.
- 1955 - Cien Años de Pintura Chilena. Sala de Exposición del Círculo de Periodistas, Santiago.
- 1956 - Contemporary Art of Chile. Carnegie Internacional Center, Estados Unidos.
- 1960 - Muestra de Grabado Chileno. Museo de Arte de Lima, Perú.
- 1963 - Primera Bienal Americana de Grabado. Museo de Arte Contemporáneo, Santiago, Chile.
- 1970 - Muestra Colectiva. Concepción, Chile.
- 1970 - Grabado Chileno Contemporáneo. Casa de la Cultura Jalisciense, Jalisco, México.
- 1971 - Colectiva Chile-Cuba. Museo de Arte Contemporáneo, Universidad de Chile, Santiago.
- 1972 - 150 Años de Pintura Chilena. Museo Nacional de Bellas Artes, Buenos Aires, Argentina.
- 1974 - Dibujos y Grabados del Museo de Arte Contemporáneo. Universidad de Chile, Santiago.
- 1976 - Siglo y Medio de Pintura Chilena. Instituto Cultural de las Condes, Santiago.
- 1976 - Museo de Arte Contemporáneo. Universidad de Chile, Santiago.
- 1988 - Tres Siglos de Dibujo en Chile, Colección Germán Vergara Donoso del Museo Histórico Nacional. Instituto Cultural de Las Condes, Santiago, Chile.
- 1989 - Plástica del Siglo XX. Casino Municipal de Viña del Mar, Chile.
- 1990 - Premios Municipales de Arte. Pontificia Universidad Católica de Chile, Sede Regional Talcahuano, Chile.
- 1994 - Realismos en la Pintura Chilena (Siglo XX). Instituto Cultural de Providencia, Santiago.
- 1995 - Exposición Tapas Ilustradas de libros, Feria del Libro usado de la Universidad Mayor. Santiago, Chile.
- 2000 - Chile Cien Años Artes Visuales: Primer Período (1900 - 1950) Modelo y Representación. Museo Nacional de Bellas Artes, Santiago.
- 2000 - Chile Cien Años Artes Visuales: Segundo Período (1950 - 1973) Entre Modernidad y Utopía. Museo Nacional de Bellas Artes, Santiago.

### Obras en exposición permanente
- Fonda de fiesta. Óleo sobre tela, 80×100 cm. Museo Nacional de Bellas Artes. Santiago, Chile.
- Muchacha del sur (1951). Xilografía, papel, 41×57 cm. Museo de Arte Contemporáneo. Universidad de Chile, Santiago, Chile.
- El hombre ante el micro y macrocosmos. Antiguo Liceo Enrique Molina Garmendia, Concepción, Chile (destruido en 1975).[7]
- Niños y girasoles. Óleo sobre tela, 152×110 cm. Pinacoteca de la Universidad de Concepción, Chile.
- Historia de la medicina y la farmacia en Chile (1957-1958). Mural fresco. Farmacia Maluje, Concepción, Chile
- Principio y fin. Mural. Municipalidad de Chillán, Chile (destruido en 1974).[7]
- Historia de Lota. Mural. Escuela México de Lota, Lota, Chile.
- Edificio del Instituto Nacional de Seguros, Costa Rica.

### Premios
- 1956 - Premio Municipal de Arte (Concepción, Chile)[1]